# John Artberg

Rökelsekar från Japan, i form av den kinesiska fyrkantiga ding som har rötter i kinesisk bronsålder, ur Etnografiska museets samlingar.

John Gustaf Mauritz Artberg, född 2 maj 1878 i Hakarp, Småland, död 20 januari 1933 i Lidingö, var en svensk ingenjör, konsthandlare och köpman.

## Biografi
John Artberg var son till järnhandlare Gustaf Alfred Andersson (1835–1910) och Emma Charlotta Gustafsdotter (1848–1942). Han hade tre syskon – Ada Sofia (1862–1936), Artur Gottfrid Emanuel (1882–1966) och Thor Eskil Hesekiel (1886–1974). Han var gift med Anna Brita Cederstedt (1889–1981) och de hade tre barn – Anna Greta Wallenberg (1912–1955), Hans Gustaf Artberg (1914–1996) och John Olof Artberg (1915–2009).
Tillsammans med brodern Eskil Artberg (1886–1974) grundade han Japanska Magasinet i Stockholm. Affären, som öppnade 1909, låg först på Stora Nygatan och 1922–1953 på Arsenalsgatan. Sortimentet utökades efter flytten till Arsenalsgatan med föremål från Kina och övriga Asien. Bland kunderna fanns en färgstark grupp av konstnärer, författare och kännare, bland andra Carl Larsson, Bruno Liljefors, Albert Engström, Eigil Schwab, Edvin Ollers, Einar Jolin, Louis Sparre, Stig Borglind och Kurt Jungstedt. Konstsamlaren Carl Gustaf Lindgren (1888–1969), registrator på Kammarkollegium, var stamkund i affären i över 30 år och förvärvade där en stor del av sin omfattande Asiensamling.
Japanska Magasinet bidrog med en serie konstföremål till den japanska konstutställningen 1911 på Konstakademien i Stockholm. Naturhistoriska riksmuseets etnografiska avdelning (nuvarande Etnografiska museet) bidrog med närmare 200 föremål samt en del skåp och montrar. Bland övriga bidragsgivare till utställningen kan nämnas prins Eugen, prins Oscar Bernadotte, Kungliga biblioteket, Sven Hedin, Erland Nordenskiöld och Ida Trotzig.
Etnografiska museet i Stockholm innehar 23 föremål förvärvade från Japanska Magasinet, bland annat två papperskarpar (samling 1910.22), en tempelmålning på siden föreställande gudinnan Marishiten (samling 1938.09), en tsuba (parérplåt) av brons (samling 1946.30), en netsuke av mörkt trä (samling 1950.10), samt ett dörrpar i lackerat trä som sannolikt har suttit i Förbjudna staden i Peking (samling 1953.04). Museet innehar ytterligare 5 föremål med koppling till John Artberg, bland annat ett japanskt rökelsekar (samling 1951.07).